# Tijgerratelslang
De tijgerratelslang (Crotalus tigris) is een slang uit de familie adders (Viperidae), en de onderfamilie groefkopadders (Crotalinae).

## Naam en indeling
De wetenschappelijke naam van de soort werd voor het eerst voorgesteld door Robert Kennicott in 1859.

## Uiterlijke kenmerken
De tijgerratelslang wordt maximaal 90 centimeter lang, gemiddeld wordt de slang rond de 60 cm lang. De slang heeft een massief lichaam en relatief grote en korte ratel, een dunner nekgedeelte en driehoekige kop. De slang is te herkennen aan de gestreepte tekening; een lichtbruine basiskleur en schuine, donkere flardige strepen, of juist andersom, een donkere kleur met lichte strepen. Deze strepen bestaan van dichtbij gezien uit vele kleine vlekjes. De schubben aan de bovenzijde van het lichaam zijn licht gekield.

## Levenswijze
Het voedsel bestaat uit zoogdieren als konijnen en ratten, maar ook hagedissen worden gegeten. Ondanks het feit dat het niet goed gaat met deze soort, wordt er maar weinig ondernomen om daar verandering in te brengen. Het feit dat ze als gevaarlijk worden beschouwd speelt daarbij een grote rol. Toch zijn ratelslangen met vele andere slangensoorten verantwoordelijk voor het op een evenwichtig niveau houden van vele knaagdieren-soorten die de oogsten wegvreten, en zijn dus eigenlijk nuttig.
Net zoals alle ratelslangen is deze soort zeer giftig en men kan na een beet komen te overlijden. De slang brengt bij een beet relatief weinig gif in, maar omdat het gif veel sterker is dan dat van vergelijkbare soorten is een beet toch zeer gevaarlijk. Voordat de slang bijt wordt echter altijd met de ratel geschud als waarschuwing, en de slang kronkelt ineen om groter te lijken.

## Verspreiding en habitat

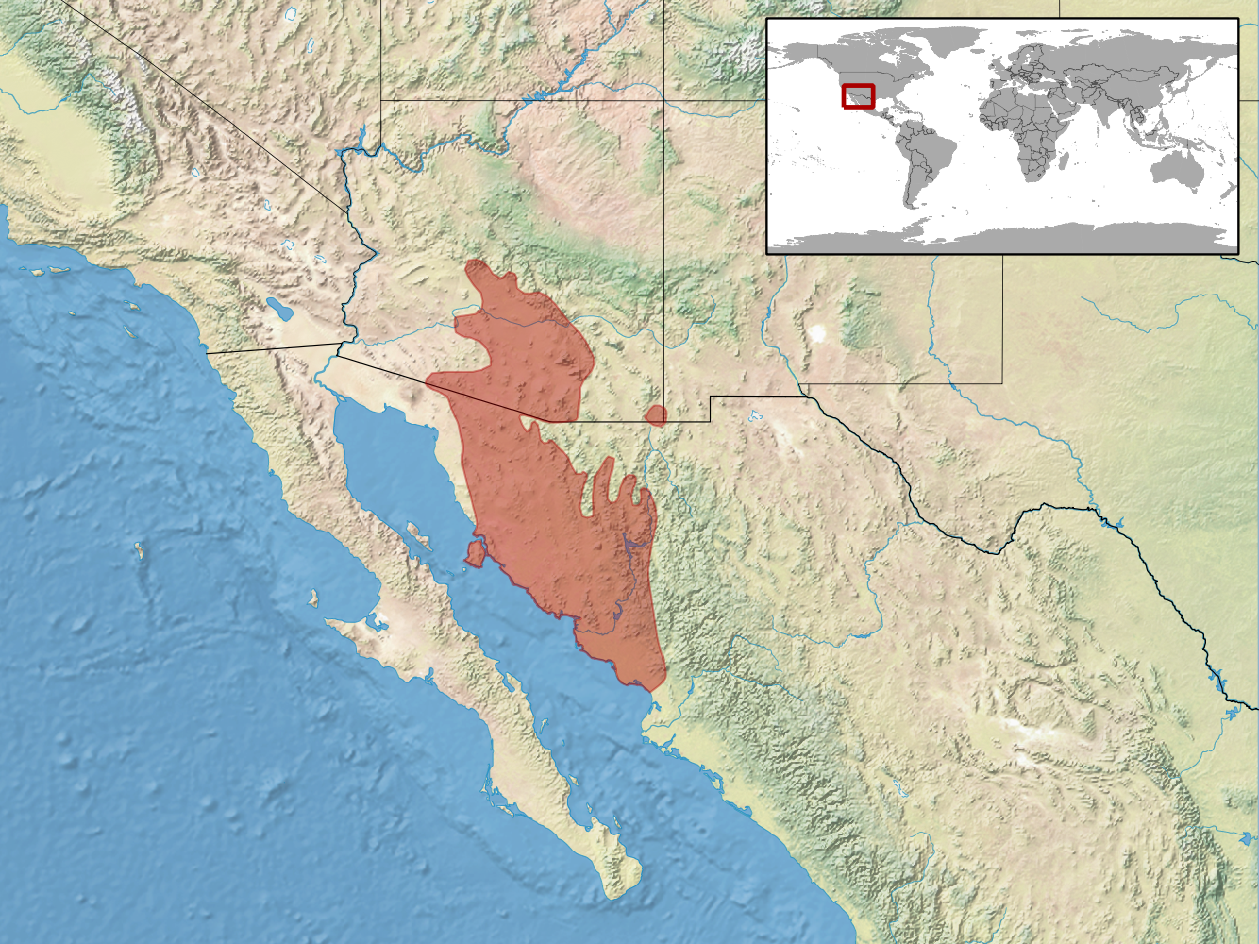
Leefgebied

De tijgerratelslang komt voor in delen van Noord-Amerika en leeft in noordwestelijk Mexico en het zuidwesten van de Verenigde Staten. In Mexico komt de soort voor in de staat Sonora en in de VS is de slang te vinden in de staat Arizona. . De habitat bestaat uit drogere woestijnachtige gebieden, maar ook in prairies, bossen, scrublands en graslanden wordt de slang aangetroffen, vaak in hellende gebieden met een rotsachtige bodem en voornamelijk cactussen als voornaamste begroeiing. De slang is nachtactief maar komt af en toe overdag tevoorschijn om een zonnebad te nemen.

## Beschermingsstatus
Door de internationale natuurbeschermingsorganisatie IUCN is de beschermingsstatus 'veilig' toegewezen (Least Concern of LC).